# Теорема Гурвица об автоморфизмах
Теорема Гурвица об автоморфизмах ограничивает порядок группы автоморфизмов — сохраняющих ориентацию конформных отображений — компактной римановой поверхности рода g > 1, утверждая, что число таких автоморфизмов не может превышать 84(g − 1). Группа, для которой достигается максимум, называется группой Гурвица, а соответствующая поверхность Римана — поверхностью Гурвица. Поскольку компактные поверхности Римана являются синонимом неособых комплексных проективных алгебраических кривых, поверхность Гурвица может называться также кривой Гурвица. Теорема названа именем Адольфа Гурвица, который доказал её в 1893 году.
Граница Гурвица имеет место также для алгебраических кривых над полями характеристики 0 и над полями положительной характеристики p > 0 для групп, порядок которых взаимно прост с p, но может не выполняться над полями характеристики p > 0, если p делит порядок группы. Например, двойное покрытие проективной прямой {\displaystyle y^{2}=x^{p}-x}, ветвящееся во всех точках над простым полем, имеет род {\displaystyle g=(p-3)/2}, но на нём действует группа {\displaystyle SL_{2}(p)} порядка {\displaystyle p^{3}-p}.

## Интерпретация в терминах гиперболичности
Одна из фундаментальных тем дифференциальной геометрии — трихотомия между римановыми многообразиями положительной, нулевой и отрицательной кривизны K. Это обнаруживается во многих ситуациях и на разных уровнях. В контексте римановых поверхностей X, согласно теореме об униформизации Римана, эта трихотомия рассматривается как различие между поверхностями различных топологий:
- X — сфера, компактная риманова поверхность нулевого рода с K > 0;
- X — плоский тор или эллиптическая кривая, риманова поверхность рода 1 с K = 0;
- X — гиперболическая поверхность рода > 1 и K < 0.

В то время как в первом случае поверхность X допускает бесконечно много конформных автоморфизмов (фактически конформная группа автоморфизмов является группой Ли размерности три для сферы и размерности один для тора), гиперболическая риманова поверхность допускает лишь дискретное множество автоморфизмов. Теорема Гурвица утверждает, что, фактически, даже большее верно — она даёт границу на порядок группы автоморфизмов как функцию от рода и описывает римановы поверхности, для которых эта граница точна.

## Идея доказательства и построение поверхностей Гурвица
По теореме об униформизации любая гиперболическая поверхность X, то есть такая поверхность, у которой гауссова кривизна равна минус единице в любой точке, накрывается гиперболической плоскостью. Конформное отображение поверхности соответствует сохраняющим ориентацию автоморфизмам гиперболической плоскости. По теореме Гаусса — Бонне, площадь поверхности равна
{\displaystyle A(X)=-2\pi \chi (X)=4\pi (g-1)}.
Чтобы сделать группу автоморфизмов G на X как можно больше, нам нужно сделать площадь её фундаментальной области D для этого действия как можно меньше. Если фундаментальная область является треугольником с углами в вершинах {\displaystyle \pi /p,\pi /q} и {\displaystyle \pi /r}, дающим замощение гиперболической плоскости, то p, q и r будут целыми числами, большими единицы, и площадь равна
{\displaystyle A(D)=\pi (1-1/p-1/q-1/r)}.
Зададимся вопросом, при каких натуральных числах выражение
{\displaystyle 1-1/p-1/q-1/r}
строго положительно и настолько мало, насколько возможно. Это минимальное значение равно 1/42 и
{\displaystyle 1-1/2-1/3-1/7=1/42}
даёт единственную (с точностью до перестановки) тройку таких чисел. Это означает, что порядок |G| группы автоморфизмов ограничен значением
{\displaystyle A(X)/A(D)\leqslant 168(g-1)}.
Однако более аккуратные выкладки показывают, что эта оценка уменьшается вдвое, поскольку группа G может содержать меняющие ориентацию преобразования. Для сохраняющих ориентацию конформных автоморфизмов граница будет равна {\displaystyle 84(g-1)}.

### Построение
Чтобы получить пример группы Гурвица, начнём с (2,3,7)-замощения гиперболической плоскости. Её полной группой симметрии является полная группа треугольника (2,3,7), образованная отражениями относительно сторон одного фундаментального треугольника с углами {\displaystyle \pi /2}, {\displaystyle \pi /3} и {\displaystyle \pi /7}. Поскольку отражение «перекидывает» треугольник и меняет ориентацию, мы можем объединить треугольники в пары и получим сохраняющий ориентацию замощающий многоугольник.
Поверхность Гурвица получается путём «замыкания» части этого бесконечного замощения гиперболической плоскости в риманову поверхность рода g. Для этого потребуется в точности {\displaystyle 84(g-1)} плиток (состоящих из двух треугольников).
Следующие две правильные мозаики имеют желаемую группу симметрии. Группа вращения соответствует вращениям вокруг ребра, вершины и грани, в то время как полная группа симметрии может также включать отражения. Заметим, что многоугольники в мозаике не являются фундаментальными областями — мозаика из треугольников (2,3,7) измельчает обе эти мозаики и не является правильной.
| Семиугольная мозаика порядка 3 | Треугольная мозаика порядка 7 |

Построения Витхоффа позволяют получить дополнительные однородные мозаики, давая восемь однородных мозаик, включая две, приведённые здесь. Они все получаются из поверхностей Гурвица и дают замощение поверхностей (триангуляцию, замощение семиугольниками и т. д.).
Из соображений, приведённых выше, можно заключить, что группа Гурвица G характеризуется тем свойством, что она является конечной факторгруппой группы с двумя образующими a и b и тремя соотношениями
{\displaystyle a^{2}=b^{3}=(ab)^{7}=1,\,}
таким образом, G является конечной группой, порождаемой двумя элементами порядка два и три, произведение которых имеет порядок семь. Более точно, любая поверхность Гурвица, то есть гиперболическая поверхность, на которой достигается максимальный порядок группы автоморфизмов для поверхностей заданного рода, может быть получена описанным построением.
Это последняя часть теоремы Гурвица.

## Примеры групп и поверхностей Гурвица
Наименьшей группой Гурвица является проективная специальная линейная группа PSL(2,7) с порядком 168, а соответствующая кривая — это квартика Клейна. Эта группа также изоморфна PSL(3,2).
Следующая кривая является кривой Макбита с группой автоморфизмов PSL(2,8) порядка 504. Есть много простых конечных групп, являющихся группами Гурвица, например, все, кроме 64 знакопеременных групп являются группами Гурвица. Наибольшая негурвицева группа имеет степень 167. A15 является наименьшей знакопеременной группой, которая является группой Гурвица.
Большинство проективных специальных линейных групп большого ранга являются группами Гурвица. Среди таких групп малых рангов групп Гурвица меньше. Если обозначить через {\displaystyle n_{p}} показатель p по модулю 7, PSL(2,q) является группой Гурвица тогда и только тогда, когда либо q=7, либо {\displaystyle q=p^{n_{p}}}. Более того, PSL(3,q) является группой Гурвица только для q = 2, PSL(4,q) ни при каких q не будет группой Гурвица, а PSL(5,q) является группой Гурвица, только если {\displaystyle q=7^{4}} или {\displaystyle q=p^{n_{p}}}.
Подобным же образом, многие группы лиева типа гурвицевы. Конечные классические группы большого ранга являются группами Гурвица. Исключительные группы Ли типа G2 и группы Ри типа 2G2 почти всегда являются группами Гурвица. Другие семейства исключительных и скрученных групп Ли низкого ранга, как показал Малле, являются группами Гурвица.
Имеется 12 спорадических групп, которые можно образовать как группы Гурвица — группы Янко J1, J2 и J4, группы Фишера Fi22 и Fi'24, группа Рудвалиса, группа Хелда, спорадическая группа Томпсона, группа Харады-Нортона, третья группа Конвея Co3, группа Лайонса и «монстр».

## Максимальные порядки групп автоморфизмов римановых поверхностей
Максимальный порядок конечной группы, действующей на римановой поверхности рода g, задаётся следующим образом
| Род g | Максимальный порядок  | Поверхность     | Группа  |
| ----- | --------------------- | --------------- | ------- |
| 2     | 48                    | Кривая Больца   | GL2(3)  |
| 3     | 168 (граница Гурвица) | Квартика Клейна | PSL2(7) |
| 4     | 120                   | Кривая Бринга   | S5      |
| 5     | 192                   |                 |         |
| 6     | 150                   |                 |         |
| 7     | 504 (граница Гурвица) | Кривая Макбита  | PSL2(8) |
| 8     | 336                   |                 |         |
| 9     | 320                   |                 |         |
| 10    | 432                   |                 |         |
| 11    | 240                   |                 |         |